# التون برند
التون برند (انگلیسی: Elton Brand؛ زاده ۱۱ مارس ۱۹۷۹) یک بازیکن بسکتبال اهل ایالات متحده آمریکا است.